# Pachrodema flaveola
Pachrodema flaveola är en skalbaggsart som beskrevs av Moser 1918. Pachrodema flaveola ingår i släktet Pachrodema och familjen Melolonthidae. Inga underarter finns listade i Catalogue of Life.